# Life in Technicolor II
Life in Technicolor II är en låt av Coldplay. Låten utgavs som singel den 2 februari 2009 och återfinns på EP:n Prospekt's March.